# Danh sách động vật có vú thời tiền sử
Dưới đây là danh sách không đầy đủ về các thú thời tiền sử. Danh sách này không bao gồm những loài thú hiện nay cũng như thú tuyệt chủng gần đây. Về các động vật linh trưởng đã tuyệt chủng, xem: Danh sách động vật linh trưởng hóa thạch.

## Mammaliaformes

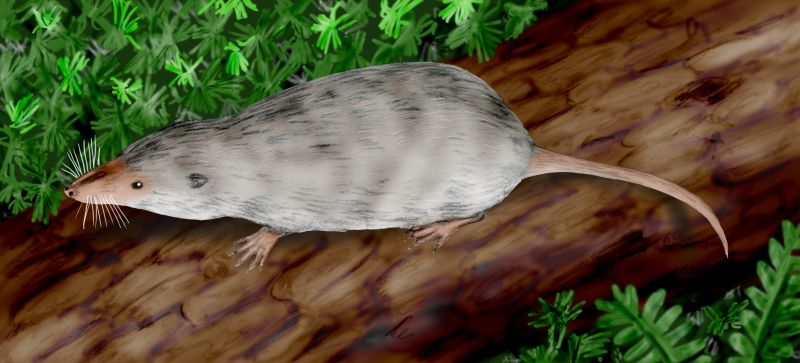
Adelobasileus

- Chi Fruitafossor
- Chi Adelobasileus
- Chi Tricuspes
- Chi Hadrocodium
- Chi Sinoconodon

### BộHaramiyida
- Họ Haramiyidae
  - Chi Haramiya

### BộMorganucodontia

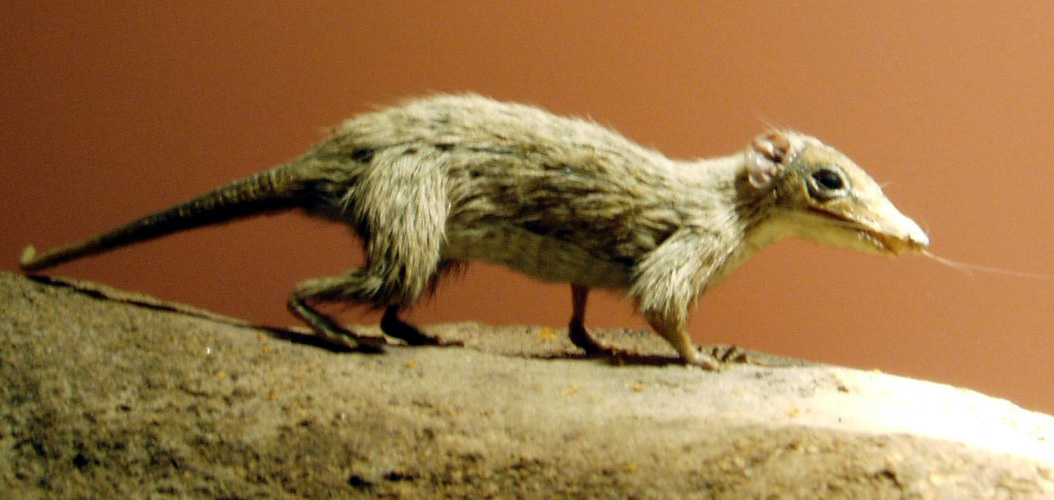
Megazostrodon

- Họ Morganucodontidae
  - Chi Eozostrodon
  - Chi Erythrotherium
- Họ Megazostrodontidae
  - Chi Megazostrodon

### BộDocodonta
Từ Trung tới Jura Muộn
- Họ Docodontidae
  - Chi Castorocauda
    - Castorocauda lutrasimilis

## Phân lớp không chắc chắn

### BộGondwanatheria
- Họ Sudamericidae
  - Chi Dakshina
  - Chi Gondwanatherium
  - Chi Lavanify
  - Chi Sudamerica
- Họ Ferugliotheriidae
  - Chi Ferugliotherium

## Phân lớpYinotheria

### HọShuotheriidae
- - Shuotherium
  - Pseudotribos

#### BộMonotremata

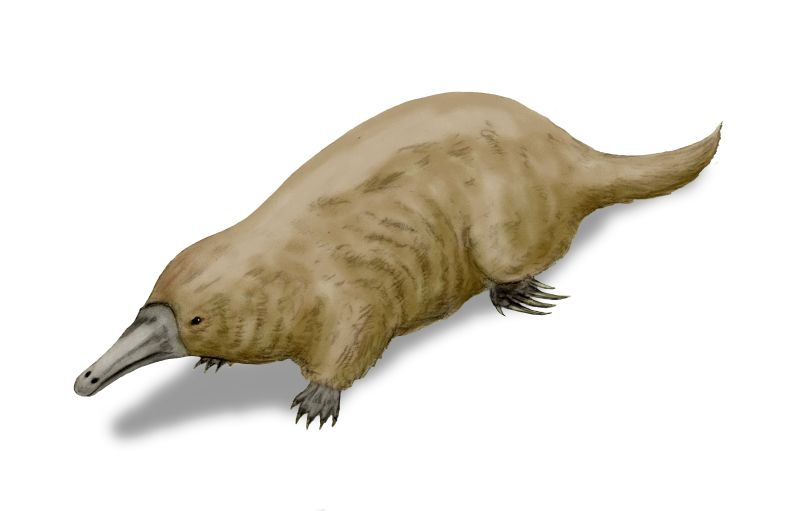
Steropodon

Trung Creta–Hiện nay
- Họ Ornithorhynchidae
  - Chi Monotrematum
    - Monotrematum sudamericanum

  - Obdurodon
  - Steropodon
- Họ Kollikodontidae
  - Chi Kollikodon
- Họ Tachyglossidae
- Kryoryctes
  - Chi Zaglossus
    - Zaglossus hacketti
    - Zaglossus robustus

  - Chi Megalibgwilia
- Họ Steropodontidae
  - Chi Teinolophos

## Phân lớpAllotheria

### BộMultituberculata
Trung Jura–Eocene

#### Phân bộ "Plagiaulacida"
- Họ Albionbaataridae
- Họ Allodontidae
- Họ Eobaataridae
- Họ Hahnodontidae
- Họ Paulchoffatiidae
- Họ Pinheirodontidae
- Họ Plagiaulacidae
- Họ Zofiabaataridae

#### Phân bộCimolodonta
- Liên họ Djadochtatherioidea
- Liên họ Taeniolabidoidea
  - Chi Lambdopsalis
  - Chi Prionessus
  - Chi Sphenopsalis
  - Chi Taeniolabis
- Liên họ Ptilodontoidea
  - Chi Neoliotomus
- Họ Eucosmodontidae
  - Chi Eucosmodon
  - Chi Stygimys
- Họ Microcosmodontidae
  - Chi Acheronodon
  - Chi Microcosmodon
  - Chi Pentacosmodon
- Họ Kogaionidae
  - Chi Hainina
- Họ Cimolomyidae
  - Chi Buginbaatar
  - Chi Cimolomys
  - Chi Meniscoessus
- Họ Boffiidae
  - Chi Boffius

to be sorted
- Anconodon
- Baiotomeus
- Cernaysia
- Kimbetohia
- Liotomus
- Mesodma
- Mesodmops
- Mimetodon
- Neoplagiaulax
- Prochetodon
- Ptilodus
- Sinobaatar
- Xanclomys
- Xyronomys

### BộTriconodonta

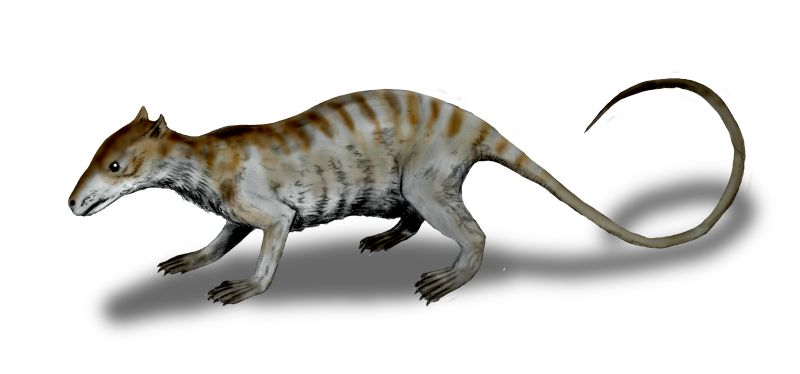
Jeholodens

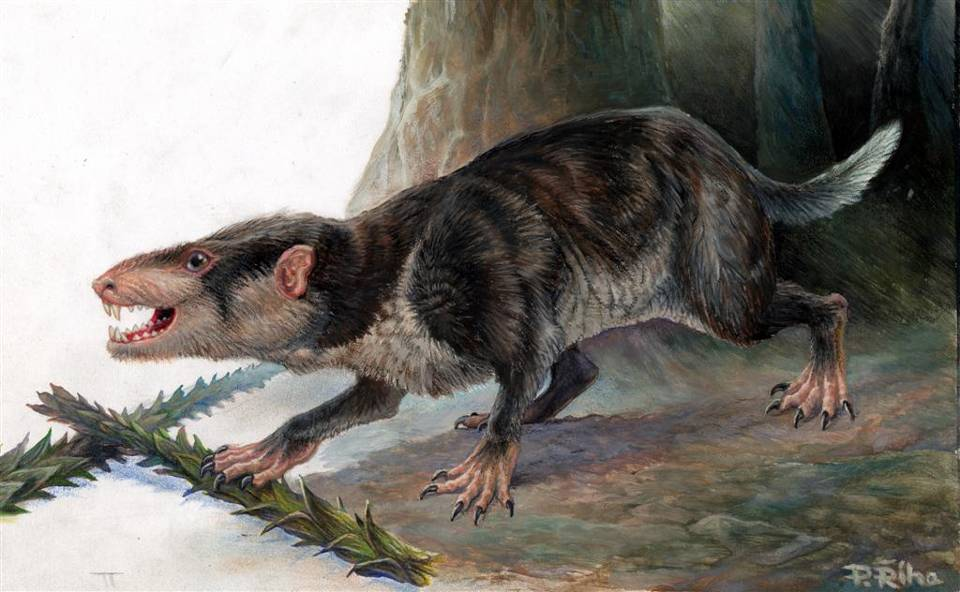
Gobiconodon

Trias muộn–Creta muộn
- Họ Repenomamidae
  - Chi Repenomamus
- Họ Jeholodentidae
  - Chi Jeholodens
  - Chi Yanoconodon
- Họ Gobiconodontidae
  - Chi Gobiconodon

## Phân lớpTheria

### Phân thứ lớpPantotheria

#### BộSymmetrodonta
Trias muộn–Creta muộn
- Liên họ Spalacotheroidea
  - Chi Maotherium
  - Họ Zhangheotheriidae
    - Chi Zhangheotherium

  - Họ Spalacotheriidae
    - Chi Akidolestes

  - Họ Kuehneotheriidae
    - Chi Woutersia
    - Chi Kuehneotherium

#### Bộ Pantotheria (Eupantotheria)
Trias muộn–Jura muộn

#### BộDryolestida
- Họ Dryolestidae
  - Chi Crusafontia

### Phân thứ lớpMetatheria
Creta muộn–Hiện nay

#### BộAlphadontia
- Họ Alphadontidae
  - Chi Alphadon

#### BộDasyuromorphia
- Họ Dasyuridae
  - Chi Glaucodon
- Họ Thylacinidae
  - Chi Thylacinus
    - Thylacine (Thylacinus cynocephalus, Australia, died 1936)

#### BộDeltatheroidea
- Họ Deltatheridiidae
  - Chi Deltatheridium

#### BộPeramelemorphia
- Họ Peramelidae
  - Chi Perameles
    - Desert Bandicoot (Perameles eremiana)

  - Chi Chaeropus
    - Pig-footed bandicoot (Chaeropus ecaudatus) - recently extinct
- Họ Thylacomyidae
  - Chi Macrotis (Thalacomys)
    - Lesser Bilby (Macrotis leucura)

#### BộDiprotodontia
- Họ Thylacoleonidae
  - Chi Thylacoleo

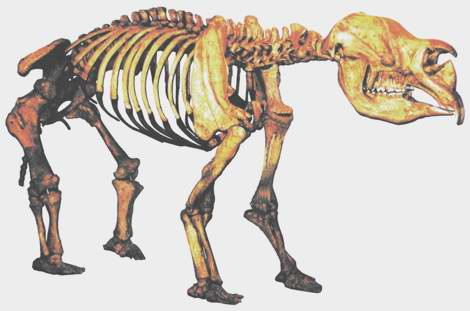
Diprotodon

    - Marsupial Lion (Thylacoleo carnifex, Australia)

##### Phân bộVombatiformes
- Họ Diprotodontidae
  - Chi Diprotodon (1.6 Ma – 50,000 BP, Australia)
    - Diprotodon australis
    - Diprotodon opatum
    - Diprotodon minor
    - Diprotodon loderi
    - Diprotodon annextans

##### Phân bộMacropodiformes
- Họ Potoroidae
  - Chi Potorous
    - Broad-faced Potoroo (Potorous platyops)

  - Chi Caloprymnus
    - Desert Rat-kangaroo (Caloprymnus campestris)
- Họ Macropodidae
  - Chi Lagorchestes
    - Eastern Hare Wallaby (Lagorchestes leporides)

  - Chi Onychogalea
    - Crescent Nailtail Wallaby (Onychogalea lunata)

  - Chi Procoptodon largest leaf-eating kangaroo
    - Giant Short-faced Kangaroo (Procoptodon goliah)

#### Bộ Paucituberculata
- Họ Caroloameghiniidae
  - Chi Chulpasia
- Họ Argyrolagidae
  - Chi Argyrolagus

to be sorted
- Chi Ekaltadeta
- Chi Maastrichtidelphys
- Chi Necrolestes
- Chi Palorchestes
- Chi Peradectes
- Pucadelphys andinus
- Chi Silvabestius

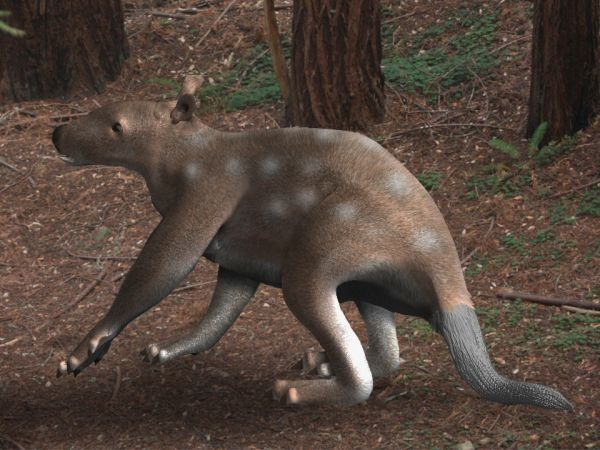
Ekaltadeta

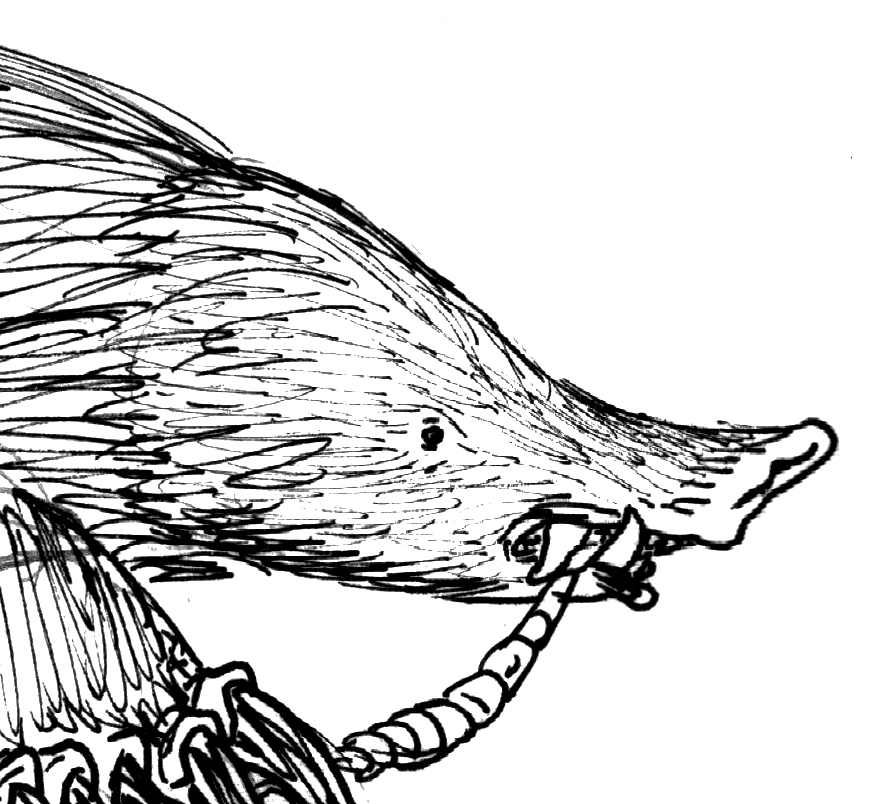
Necrolestes

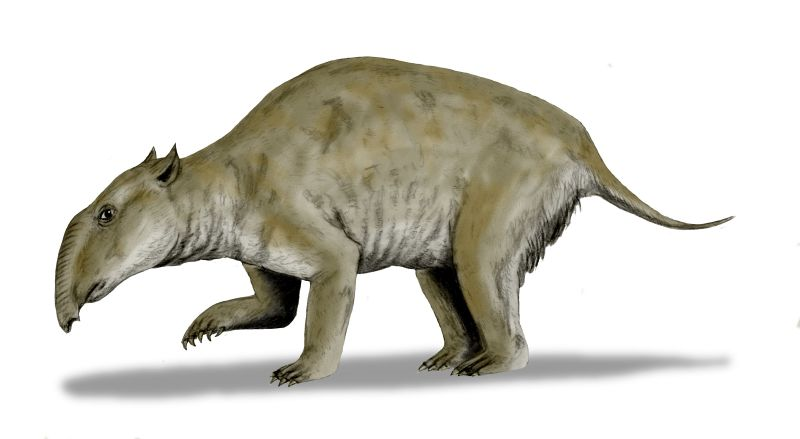
Palorchestes

- Chi Simosthenurus leaf-eating (browsing) kangaroos
- Chi Sinodelphys
  - Sinodelphys szalayi (125 Ma, Trung Quốc)
- Yalkaparidon coheni ("Thingodon", 20 Ma, Australia)
- Chi Wakaleo
- Chi Zygomaturus
- Chi Sthenurus "Strong Tail"
- Chi Propleopus, carnivorous kangaroo during the pliocene and pleistocene periods (e.g. giant rat kangaroo)

Simosthenurus,

### Phân thứ lớp Eutheria
- Chi Eomaia
- Chi Maelestes

#### Bộ Leptictida

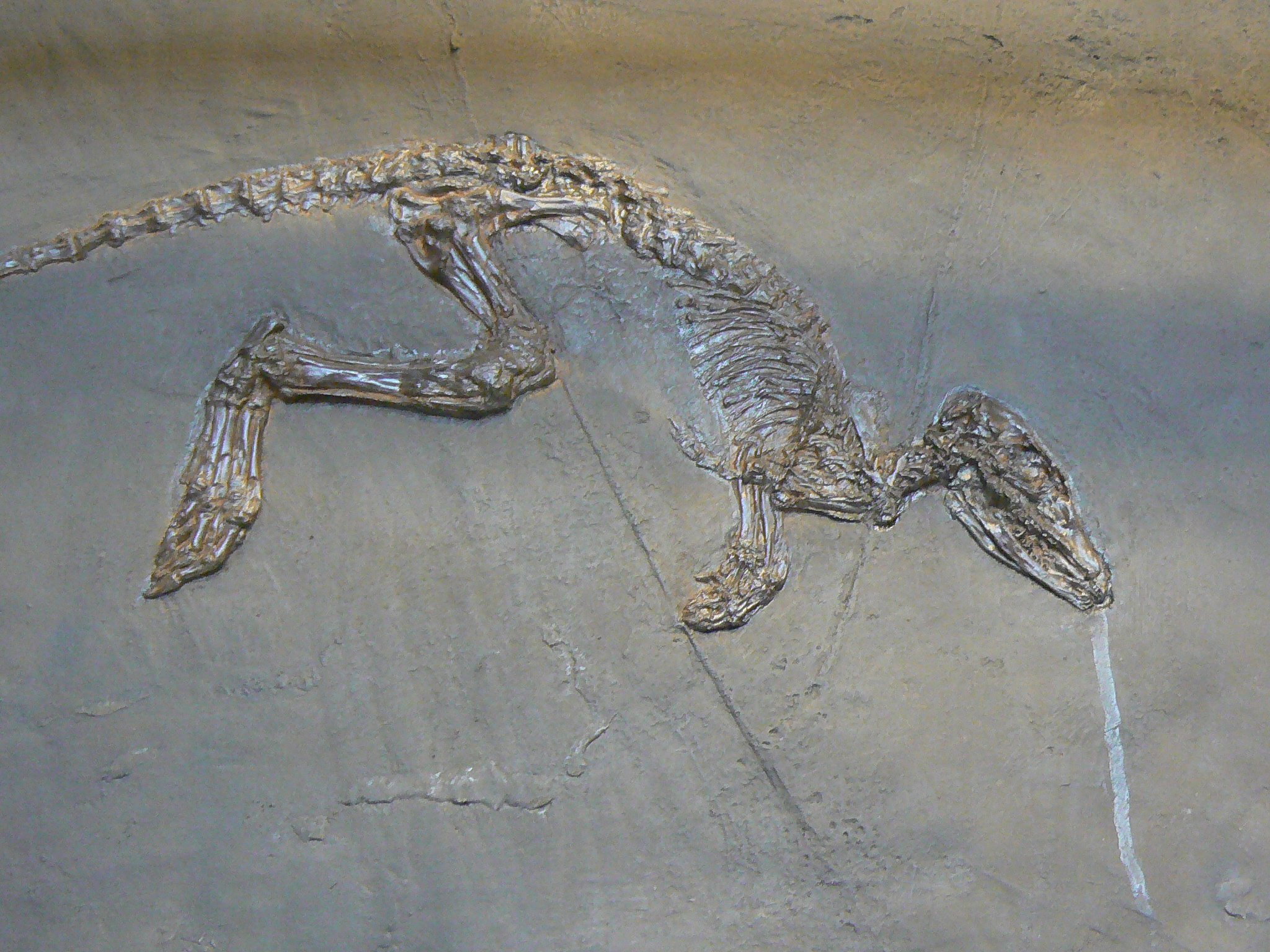
Leptictidium

- - Chi Kennalestes
- Họ Gypsonictopidae
  - Chi Gypsonictops
    - Gypsonictops hypoconus
    - Gypsonictops illuminatus
- Họ Leptictidae
  - Chi Prodiacodon
  - Chi Palaeictops
  - Chi Myrmecoboides
  - Chi Xenacodon
  - Chi Leptictis
  - Chi Diaphyodectes?
- Họ Didymoconidae
  - Chi Zeuctherium
  - Chi Archaeoryctes
- Họ Pseudorhynchocyonidae
  - Chi Leptictidium
    - Leptictidium auderiense
    - Leptictidium nasutum
    - Leptictidium tobieni

#### Bộ Apatotheria
- Họ Apatemyidae
  - Chi Jepsenella
  - Chi Labidolemur
  - Chi Unuchinia

#### Bộ Pantolesta
- Họ Pentacodontidae
  - Chi Coriphagus
  - Chi Aphronorus
  - Chi Pentacodon
  - Chi Protentomodon
  - Chi Bisonalveus
    - Bisonalveus browni (60 Ma)
- Họ Pantolestidae
  - Chi Propalaeosinopa
  - Chi Bessoecetor
  - Chi Palaeosinopa
  - Chi Paleotomus
  - Chi Pantomimus
  - Chi Pagonomus
  - Chi Todralestes
  - Chi Nosella?

#### Bộ Insectivora
Creta muộn–Hiện nay

##### Phân bộ Erinaceomorpha
- Họ Erinaceidae
  - Chi Deinogalerix
- Họ Amphilemuridae
  - Chi Pholidocercus
- Họ Dimylidae
  - Chi Dimylus

##### Phân bộ Soricomorpha
- Họ Palaeoryctidae
- Họ Micropternodontidae
- Họ Apternodontidae
- Họ Nyctitheriidae

#### Bộ Dermoptera
Paleocene–Hiện nay
- Họ Paromomyidae
- Họ Plagiomenidae
  - Chi Planetetherium
- Họ Mixodectidae

#### Bộ Chiroptera
Eocene–Hiện nay
- Họ Archaeonycteridae
  - Chi Icaronycteris
    - Icaronycteris index

#### Bộ Plesiadapiformes
- Họ Purgatoriidae
  - Chi Purgatorius
    - Purgatorius unio
    - Purgatorius ceratops
    - Purgatorius titusi
    - Purgatorius janisae
- Họ Palaechthonidae
- Họ Microsyopidae
- Họ Toliapinidae
- Họ Micromomyidae
- Họ Plesiadapidae
  - Chi Plesiadapis
- Họ Saxonellidae
- Họ Carpolestidae
- Họ Picrodontidae

#### Bộ Anagalida
- Họ Anagalidae
  - Chi Anagale
- Họ Pseudictopidae
- Họ Astigalidae
- Họ Zalambdalestidae
  - Chi Zalambdalestes

#### Bộ Lagomorpha
Eocene–Hiện nay
- Họ Mimotonidae?

#### Bộ Rodentia

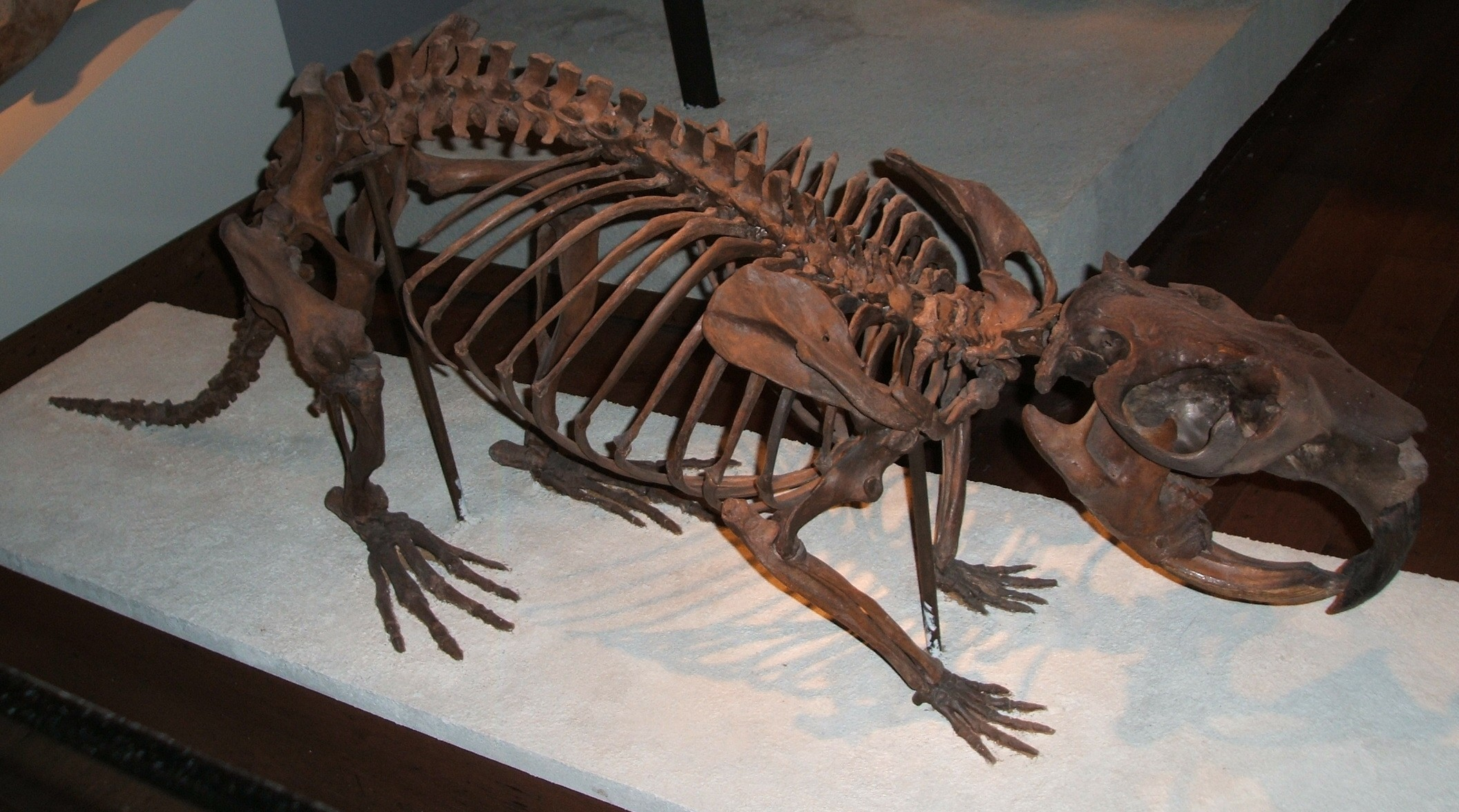
Giant Beaver

Paleocene–Hiện nay
- Họ Eurymylidae
- Họ Alagomyidae
- Họ Paramyidae

to be sorted
- Alphagaulus
- Birbalomys
- Castoroides
- Ceratogaulus
- Eocardia
- Eomaia scansoria
- Eougaulus
- Giant hutia
- Hepserogaulus
- Ischyromys
- Josephoartigasia
- Kubwaxerus
- Megapedetes
- Mylagaulus
- Palaeolagus
- Phoberomys
- Pterogaulus
- Steneofiber
- Telicomys
- Umbogaulus

#### BộCimolesta
- Họ Palaeoryctidae
  - Chi Palaeoryctes
- Phân bộ Taeniodonta
  - Họ Stylinodontidae
    - Chi Schochia
    - Chi Psittacotherium
    - Chi Stylinodon
- Phân bộ Didelphodonta
  - Họ Cimolestidae
    - Chi Maelestes
    - Chi Cimolestes
- Phân bộ Pantolesta
  - Họ Paroxyclaenidae
    - Chi Kopidodon

  - Họ Pantolestidae
    - Chi Bisonalveus
- Phân bộ Apatotheria
  - Họ Apatemyidae
    - Chi Heterohyus
- Phân bộ Pantodonta
  - Họ Barylambdidae
    - Chi Barylambda

  - Họ Coryphodontidae
    - Chi Coryphodon
    - Chi Hypercoryphodon

  - Họ Pantolambdidae
    - Chi Pantolambda

  - Họ Titanoideidae
    - Chi Titanoides
- Phân bộ Tillodontia
  - Họ Esthonychidae
    - Chi Trogosus

#### Bộ Condylarthra

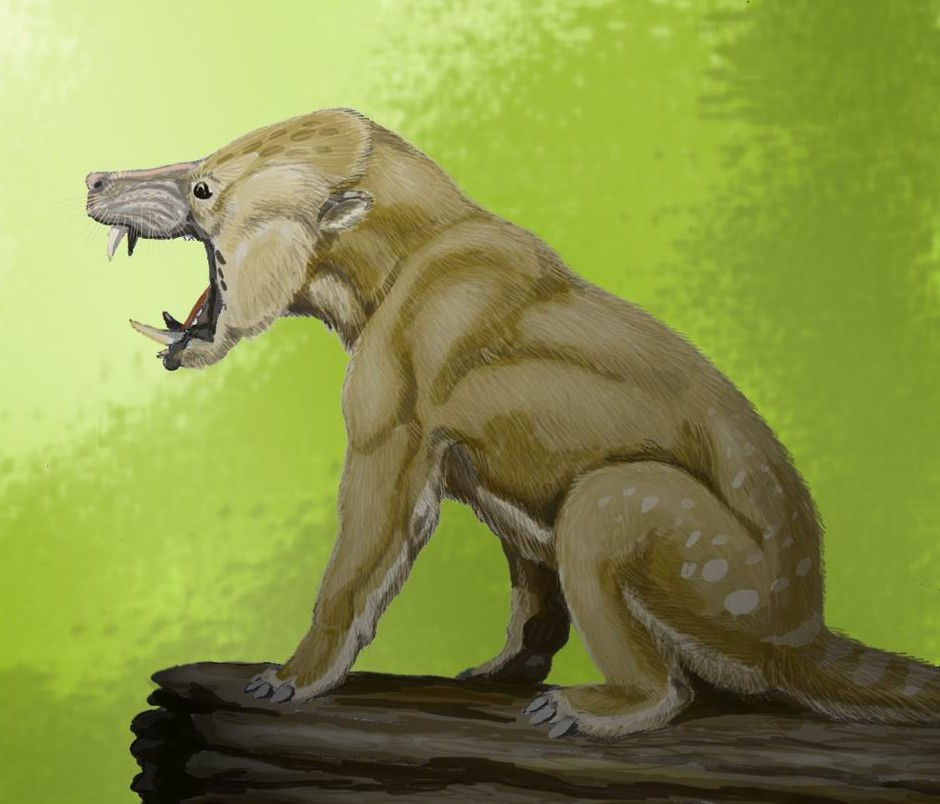
Arctocyon

Note: The "condylarths" are considered paraphyletic, i.e. a grouping of early ungulate-like mammals not necessarily closely related.

Paleocene–Eocene
- Họ Arctocyonidae
  - Chi Arctocyon
  - Chi Chriacus
- Họ Periptychidae
  - Chi Ectoconus
  - Chi Oxyacodon
- Họ Hyopsodontidae
  - Chi Hyopsodus
- Họ Mioclaenidae
- Họ Phenacodontidae
  - Chi Meniscotherium
  - Chi Phenacodus
- Họ Protungulatidae
  - Chi Protungulatum
- Họ Didolodontidae
  - Chi Didolodus
- Họ Sparnotheriodontidae?
- Họ incertae sedis
  - Chi Abdounodus
  - Chi Ocepeia

#### Bộ Mesonychia
- Họ Triisodontidae
  - Chi Andrewsarchus 
    - Andrewsarchus mongoliensis
- Họ Hapalodectidae
  - Chi Hapalodectes
- Họ Mesonychidae
  - Chi Ankalagon
  - Chi Mesonyx
    - Mesonyx obtusidens

  - Chi Dissacus
  - Chi Jiangxia
  - Chi Pachyaena
  - Chi Pyrokerberus
  - Chi Synoplotherium
  - Chi Sinonyx
  - Chi Yangtanglestes

#### Bộ Litopterna
Paleocene–Pleistocene
- Họ Protolipternidae
- Liên họ Macrauchenioidea
  - Họ Macraucheniidae
    - Chi Cramauchenia
    - Chi Macrauchenia
    - Chi Macrauchenidia
    - Chi Paranauchenia
    - Chi Promacrauchenia
    - Chi Scalabrinitherium
    - Chi Theosodon
    - Chi Victorlemoinea
    - Chi Windhausenia
    - Chi Xenorhinotherium

  - Họ Notonychopidae
  - Họ Adianthidae
- Liên họ Proterothrrioidea
  - Họ Prototheriidae
    - Chi Diadiaphorus
    - Chi Thoatherium

#### Bộ Notoungulata

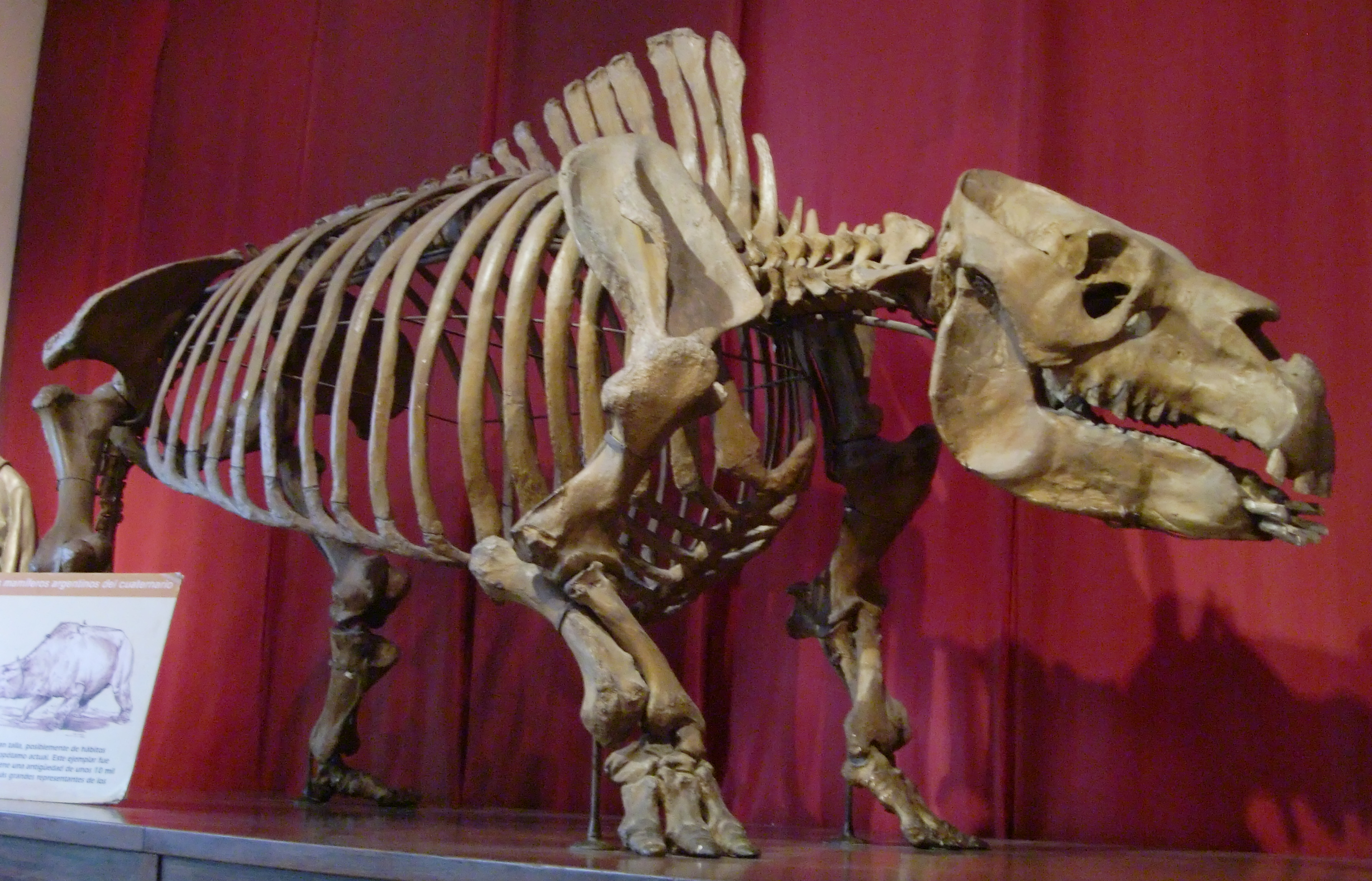
Toxodon

Paleocene–Pleistocene

##### Phân bộ Notioprogonia
- Họ Henricosborniidae
- Họ Notostylopidae
  - Chi Notostylops

##### Phân bộ Toxodontia
- Họ Isotemnidae
  - Chi Thomashuxleya
- Họ Leontiniidae
  - Chi Scarrittia
- Họ Notohippidae
  - Chi Rhynchippus
- Họ Toxodontidae
  - Chi Adinotherium
  - Chi Toxodon
  - Chi Trigodon
  - Chi Mixotoxodon
  - Chi Nesodon
- Họ Homalodotheriidae
  - Chi Chasicotherium
  - Chi Homalodotherium

##### Phân bộ Typotheria
- Họ Oldfieldthomasiidae
- Họ Interatheriidae
  - Chi Protypotherium
  - Chi Interatherium
- Họ Archaeopithecidae
- Họ Campanorcidae
  - Chi Campanorco
- Họ Mesotheriidae
  - Họ thứ Fiandraiinae
    - Chi Fiandraia

  - Họ thứ Mesotheriinae
    - Chi Altitypotherium
    - Chi Caraguatypotherium
    - Chi Eotypotherium
    - Chi Eutypotherium
    - Chi Hypsitherium
    - Chi Mesotherium
    - Chi Microtypotherium
    - Chi Plesiotypotherium
    - Chi Pseudotypotherium
    - Chi Typotheriopsis

  - Họ thứ Trachytheriinae
    - Chi Anatrachytherus
    - Chi Trachytherus

##### Phân bộ Hegetotheria
- Họ Archaeohyracidae
  - Chi Eohyrax
    - Eohyrax rusticus
- Họ Hegetotheriidae
  - Chi Hemihegetotherium
    - Species Hemihegetotherium trilobus

  - Chi Pachyrukhos

#### Bộ Astrapotheria
Eocene–Miocene
- Họ Eoastrapostylopidae
- Họ Trigonostylopidae
  - Chi Trigonostylops
- Họ Astrapotheriidae
  - Chi Astrapotherium
    - Species Astrapotherium magnum

#### Bộ Xenungulata
Paleogene
- Họ Etayoidae
  - Chi Etayoa
    - Etayoa bacatensis
- Họ Carodniidae
  - Chi Carodnia
    - Carodnia feruglioi
    - Carodnia vieirai

#### Bộ Pyrotheria
Eocene–Oligocene
- Họ Pyrotheriidae
  - Chi Pyrotherium

#### BộDinocerata
Eocene–Eocene
- Họ Uintatheriidae
  - Họ thứ Gobiatheriinae
    - Chi Gobiatherium

  - Họ thứ Uintatheriinae
    - Chi Prodinoceras
    - Chi Probathyopsis
    - Chi Dinoceras
    - Chi Bathyopsis
    - Chi Uintatherium
    - Chi Eobasileus
    - Chi Tetheopsis
    - Chi Ditetradon
    - Chi Jiaoluotherium

#### Bộ Arctostylopida
- Họ Arctostylopidae

#### Bộ Embrithopoda
Eocene-Oligocene
- Họ Arsinoitheriidae
  - Chi Arsinoitherium
- Họ Phenacolophidae?

#### Bộ Creodonta

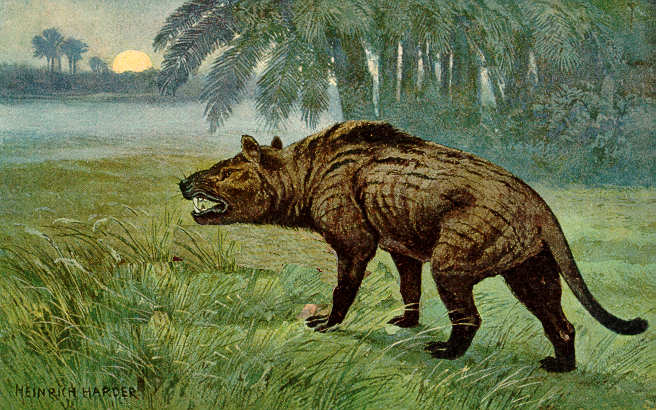
Hyaenodon

Paleocene–Late Miocene
- Họ Oxyaenidae
  - Họ thứ Abloctoninae
    - Chi Ambloctonus
    - Chi Dipsalodon
    - Chi Dormaalodon
    - Chi Palaeonictis

  - Họ thứ Oxyaeninae
    - Chi Dipsalidictis
    - Chi Oxyaena
    - Chi Patriofelis
    - Chi Protopsalis
    - Chi Sarkastodon

  - Họ thứ Tytthaeninae
    - Chi Tytthaena

  - ?Họ thứ Machaeroidinae
    - Chi Apataelurus
    - Chi Machaeroides
- Họ Hyaenodontidae
  - Chi Dissopsalis
  - Chi Hyaenodon
    - Hyaenodon leptorhynchus
    - Hyaenodon exicuus
    - Hyaenodon horridus
    - Hyaenodon mustelinus
    - Hyaenodon crucians
    - Hyaenodon vetus
    - Hyaenodon megaloides
    - Hyaenodon milloquensis
    - Hyaenodon bavaricus
    - Hyaenodon eminus
    - Hyaenodon yuanchensis
    - Hyaenodon mongoliensis
    - Hyaenodon incertus
    - Hyaenodon chunkhtensis
    - Hyaenodon montanus
    - Hyaenodon venturae
    - Hyaenodon microdon
    - Hyaenodon brevirostris
    - Hyaenodon raineyi
    - Hyaenodon gigas
    - Hyaenodon incertus
    - Hyaenodon pervagus
    - Hyaenodon eminus
    - Hyaenodon weilini

  - Chi Megistotherium

#### Bộ Carnivora
Paleocene–Hiện nay

##### Phân bộ dạng chó
- Phân thứ bộ Arctoidea
  - Tiểu thứ bộ Mustelida
    - Họ Procyonidae (Raccoon họ)
      - Chi Chapalmalania

    - Họ Mephitidae (Skunks)
    - Họ Mustelidae (Weasel họ)
      - Chi Ekorus
      - Chi Plesictis
      - Chi Potamotherium

  - Tiểu thứ bộ Ursida
    - Liên họ Amphicyonoidea
      - Họ Amphicyonidae (Bear-Dogs)
        - Chi Amphicyon
        - Chi Cynodictis
        - Chi Daphoenus

    - Liên họ Phocoidea
      - Họ Otariidae (Eared seals)
      - Họ Odobenidae (Walruses)
        - Chi Imagotaria

      - Họ Phocidae (Earless seals)
        - Chi Acrophoca
        - Chi Desmatophoca

      - Họ Enaliarctidae
        - Chi Enaliarctos

    - Liên họ Ursoidea
      - Họ Ursidae (Bears)
        - Chi Hemicyon
        - Họ thứ Ailuropodinae
          - Chi Ailuropoda

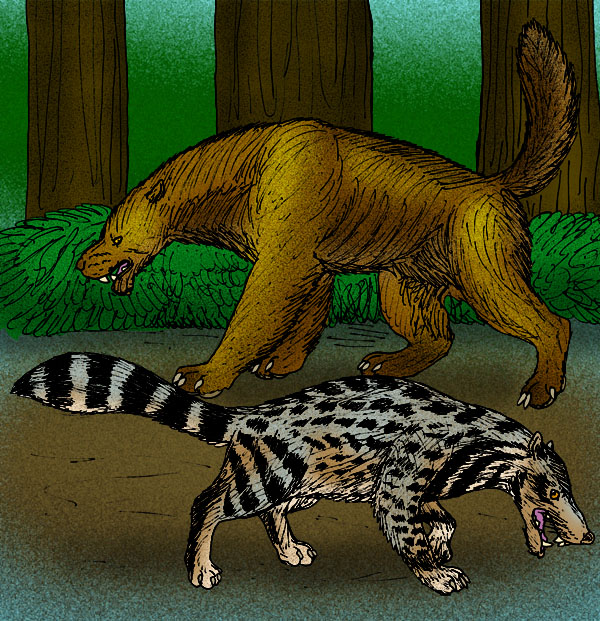
Ekorus

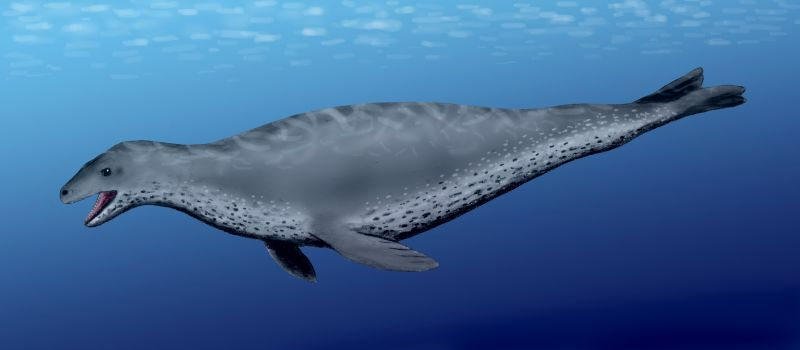
Acrophoca

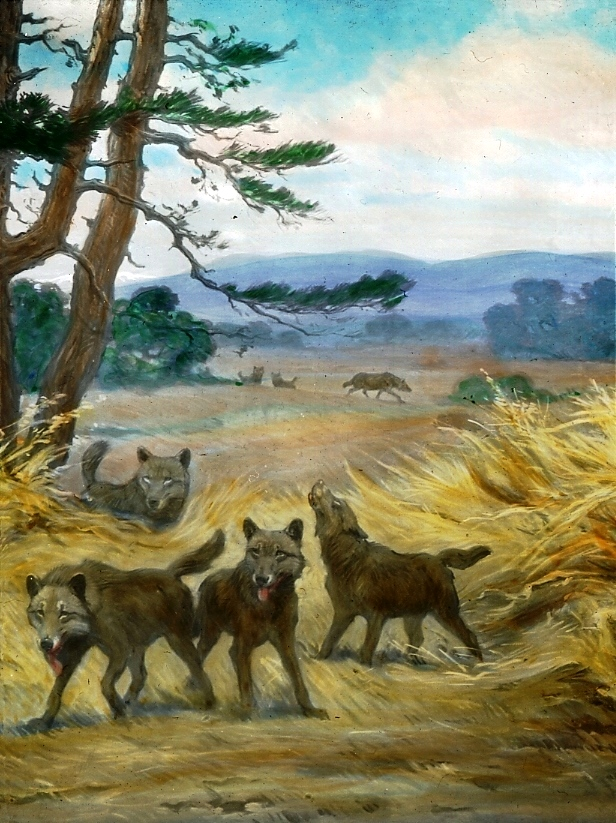
Dire Wolf

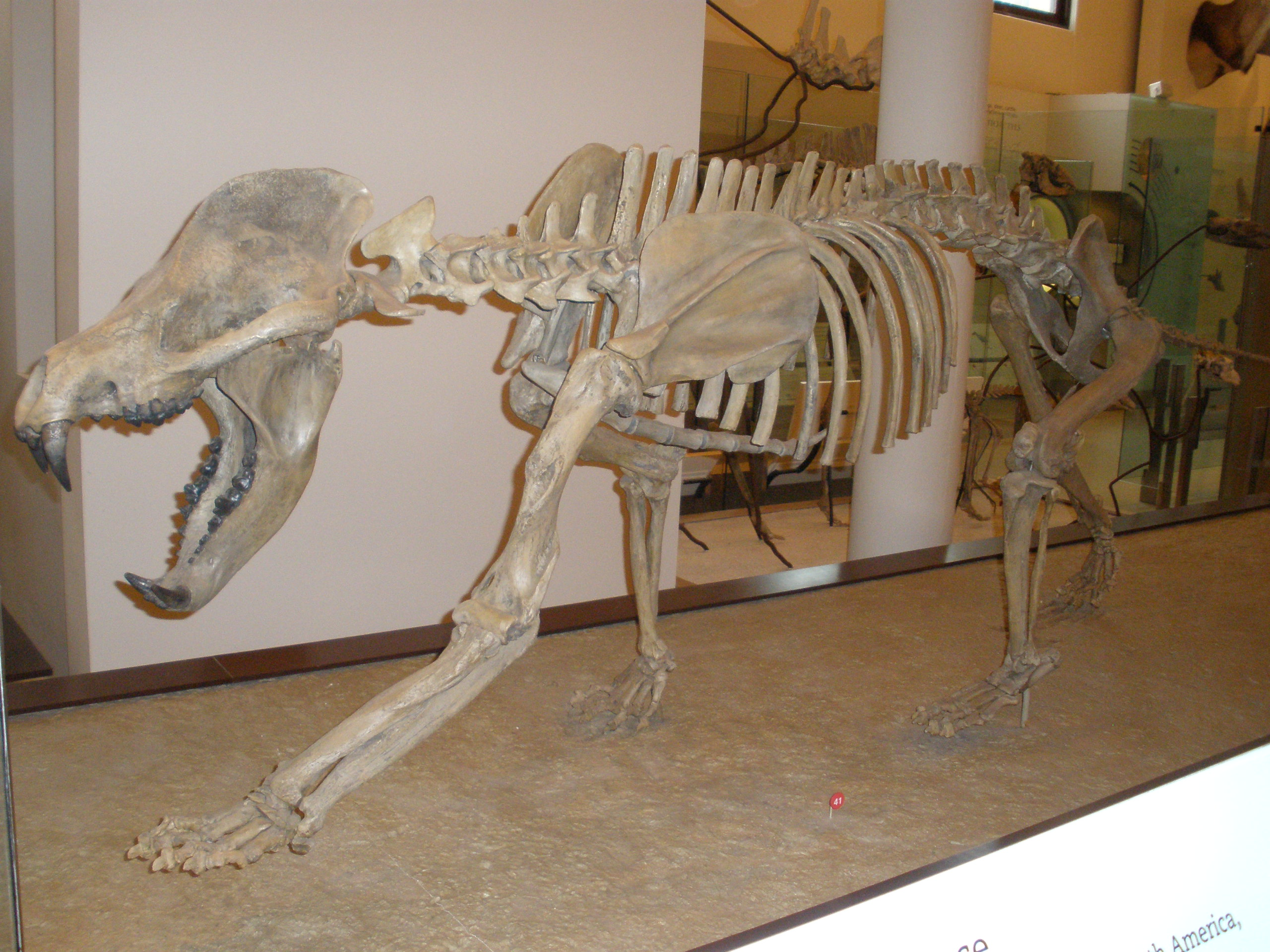
Amphicyon

            - Dwarf Panda (Ailuropoda minor)

        - Họ thứ Tremarctinae
          - Chi Tremarctos
            - Florida Cave Bear (Tremarctos floridanus)

          - Chi Arctodus (Short-Faced Bears)
            - Giant Short-Faced Bear (Arctodus simus)
            - Short-Faced Bear (Arctodus pristinus)

          - Chi Arctotherium
            - Brazilian Short-Faced Bear (Arctotherium brasilense)
            - Argentine Short-Faced Bear (Arctotherium latidens)

        - Họ thứ Ursinae
          - Chi Ursus
            - Auvergne Bear (Ursus minimus)

        - Chi Agriotherium
          -             - Etruscan Bear (Ursus etruscus)
            - European Cave Bear (Ursus spelaeus)

        - Chi Ursavus
- Phân thứ bộ Cynoidea
  - Họ Canidae (Canids)
    - Chi Canis (Dogs and Wolves)
      - Dire Wolf (Canis dirus)
      - Giant fox (Vulpes gigas)

    - Chi Cerdocyon
    - Chi Cynodesmus
    - Chi Leptocyon
    - Chi Phlaocyon
      - Họ thứ Hesperocyoninae
        - Chi Hesperocyon

      - Họ thứ Borophaginae
        - Chi Aelurodon
        - Chi Borophagus
        - Chi Epicyon
        - Chi Osteoborus
- Họ Miacidae
  - Chi Miacis

##### Phân bộ dạng mèo
- Họ Felidae (Felids)
  -     - Chi Pseudaelurus

  - Họ thứ Proailurinae
    - Chi Proailurus

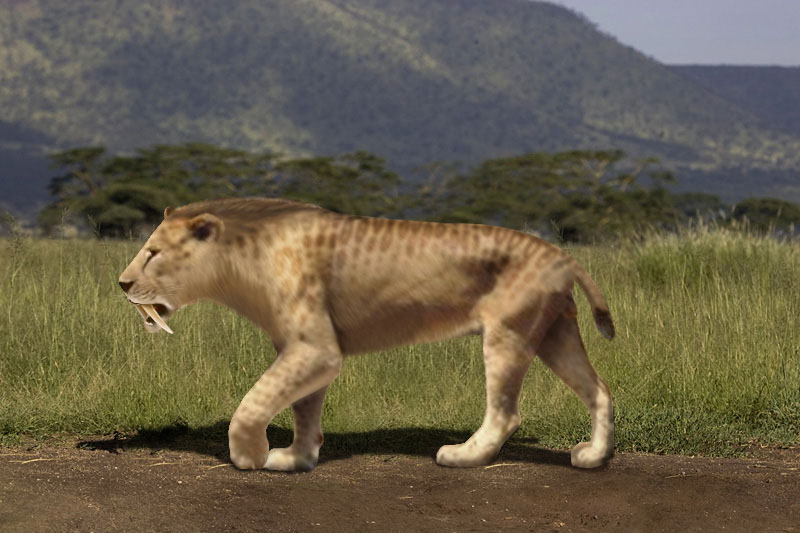
Saber-toothed cat

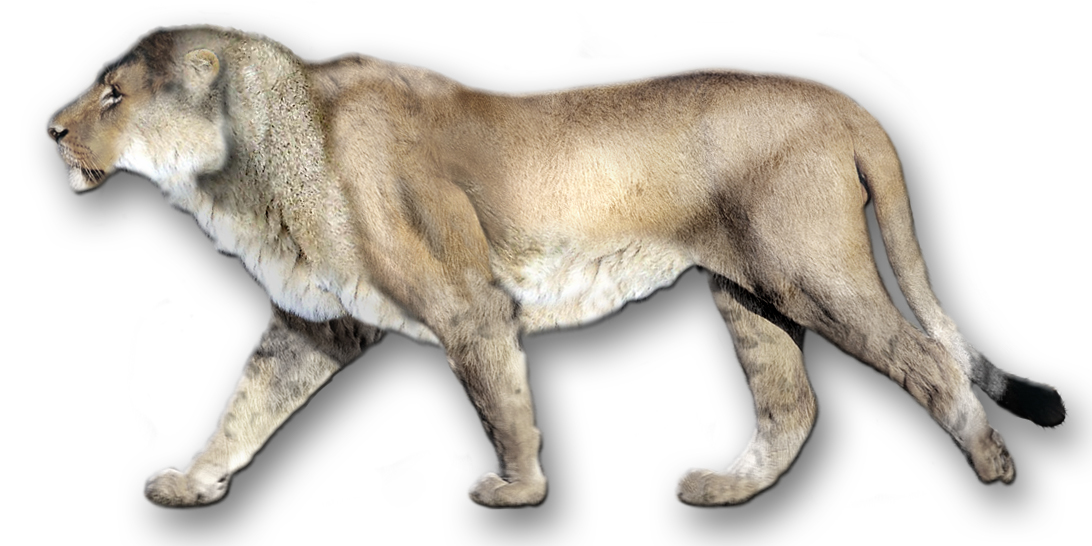
American Lion

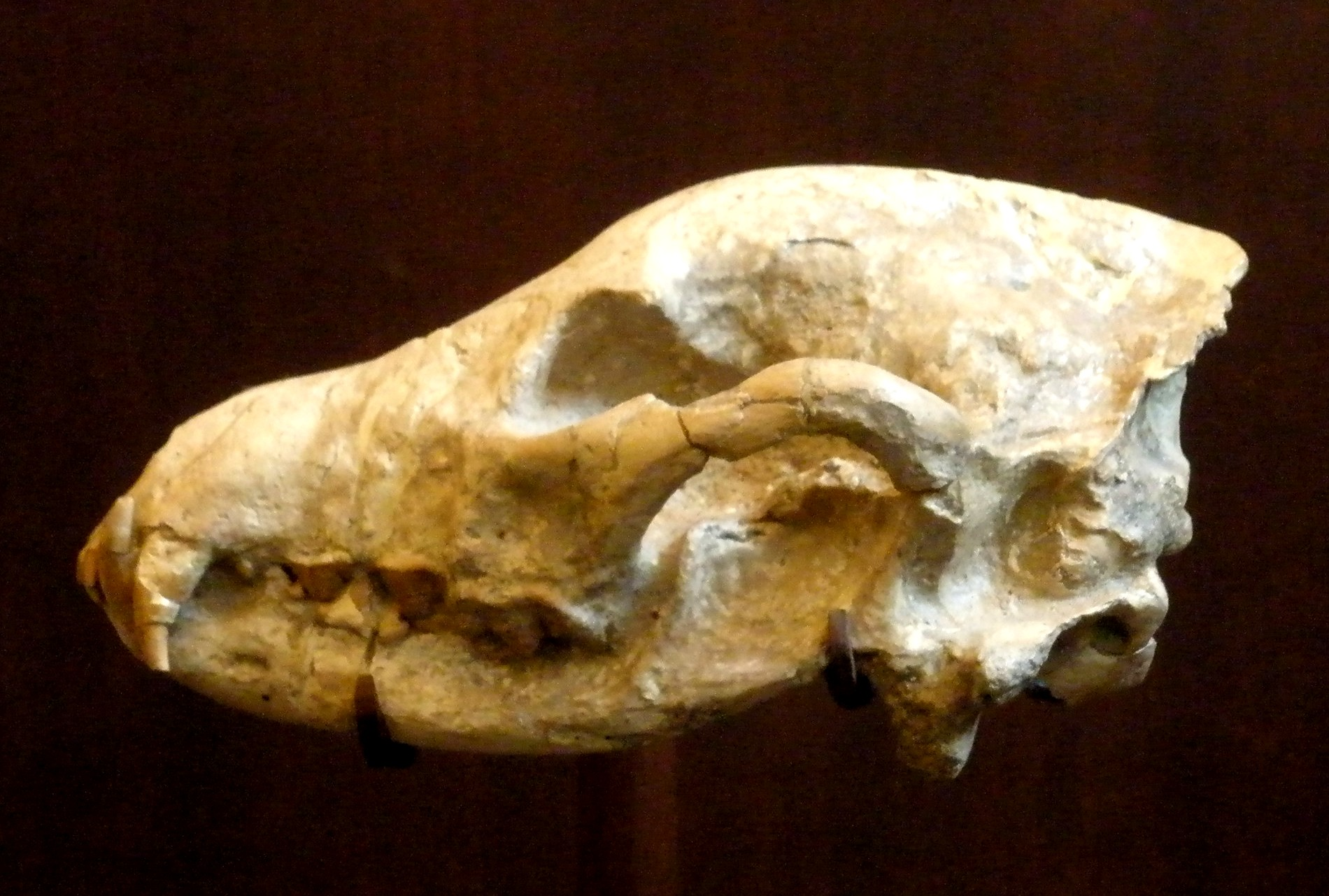
Ictitherium

  - Họ thứ Machairodontinae (Sabre-toothed cats)
    - Chi Paramachairodus
    - Chi Dinofelis
      - Dinofelis abeli
      - Dinofelis barlowi
      - Dinofelis diastemata
      - Dinofelis paleoonca
      - Dinofelis piveteaui

    - Chi Homotherium
      - Homotherium serum

    - Chi Machairodus
      - Machairodus africanus
      - Machairodus aphanistus
      - Machairodus giganteus
      - Machairodus oradensis
      - Machairodus colorandensis

    - Chi Megantereon
    - Chi Smilodon (Saber-Toothed Cats)
      - Smilodon californicus
      - Smilodon fatalis
      - Smilodon gracilis
      - Smilodon populator

    - Chi Xenosmilus
      - Xenosmilus hodsonae

  - Họ thứ Acinonychinae (Cheetahs)
    - Chi Acinonyx (Cheetahs)
      - Acinonyx aicha
      - Acinonyx intermedius
      - Acinonyx pardinensis

  - Họ thứ Felinae (Small cats)
  - Họ thứ Pantherinae (Big cats)
    - Chi Panthera
      - Lion (Panthera leo)
        - American Lion (Panthera leo atrox)
        - Cave Lion (Panthera leo spelaea)
- Họ Herpestidae (Mongooses)
- Họ Hyaenidae (Hyaenas)
  - Chi Chasmaporthetes
  - Chi Crocuta
    - Crocuta spelaea
    - Crocuta macrodonta
    - Crocuta eximia
    - Crocuta sivalensis
    - Crocuta dietrichi

  - Chi Protictitherium
  - Chi Ictitherium
  - Chi Chasmaporthetes
  - Chi Adcrocuta
  - Chi Pachycrocuta
  - Chi Percrocuta
- Họ Nandiniidae
- Họ Viverravidae (Viverravids)
- Họ Viverridae (Civets)
  - Chi Kanuites
  - Chi Viverra
    - Viverra leakeyi
- Họ Stenoplesictidae
- Họ Nimravidae (Nimravids or False sabre-toothed cats)
  - Chi Nimravus
  - Chi Metailurus
  - Chi Eusmilus
  - Chi Hoplophoneus

to be sorted
- Chi Lokotunjailurus
- Chi Enaliarctos

#### Bộ Xenarthra (Edentata)
Paleocene–Hiện nay

##### Phân bộ Tardigrada
- Họ Rathymotheriidae
  - Chi Rathymotherium
- Họ Scelidotheriidae
- Họ Mylodontidae
  - Chi Mylodon
- Họ Orophodontidae
- Họ Megalonychidae
  - Chi Megalonyx
    - Megalonyx leptostomus
    - Megalonyx wheatleyi

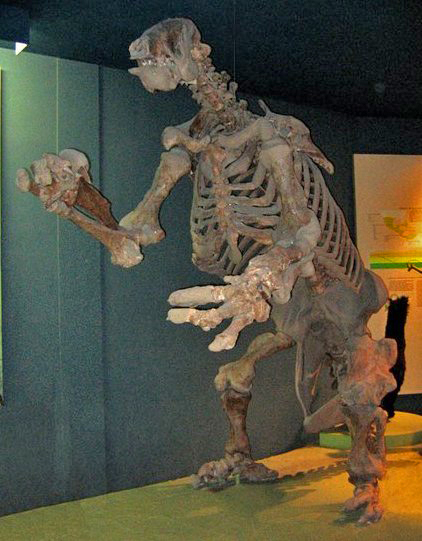
Eremotherium

    - Ground Sloth (Megalonyx jeffersonii)
- Họ Megatheriidae
  - Chi Megatherium
  - Chi Eremotherium
    - Lười đất khổng lồ (Eremotherium laurillardi)

##### Phân bộ Cingulata

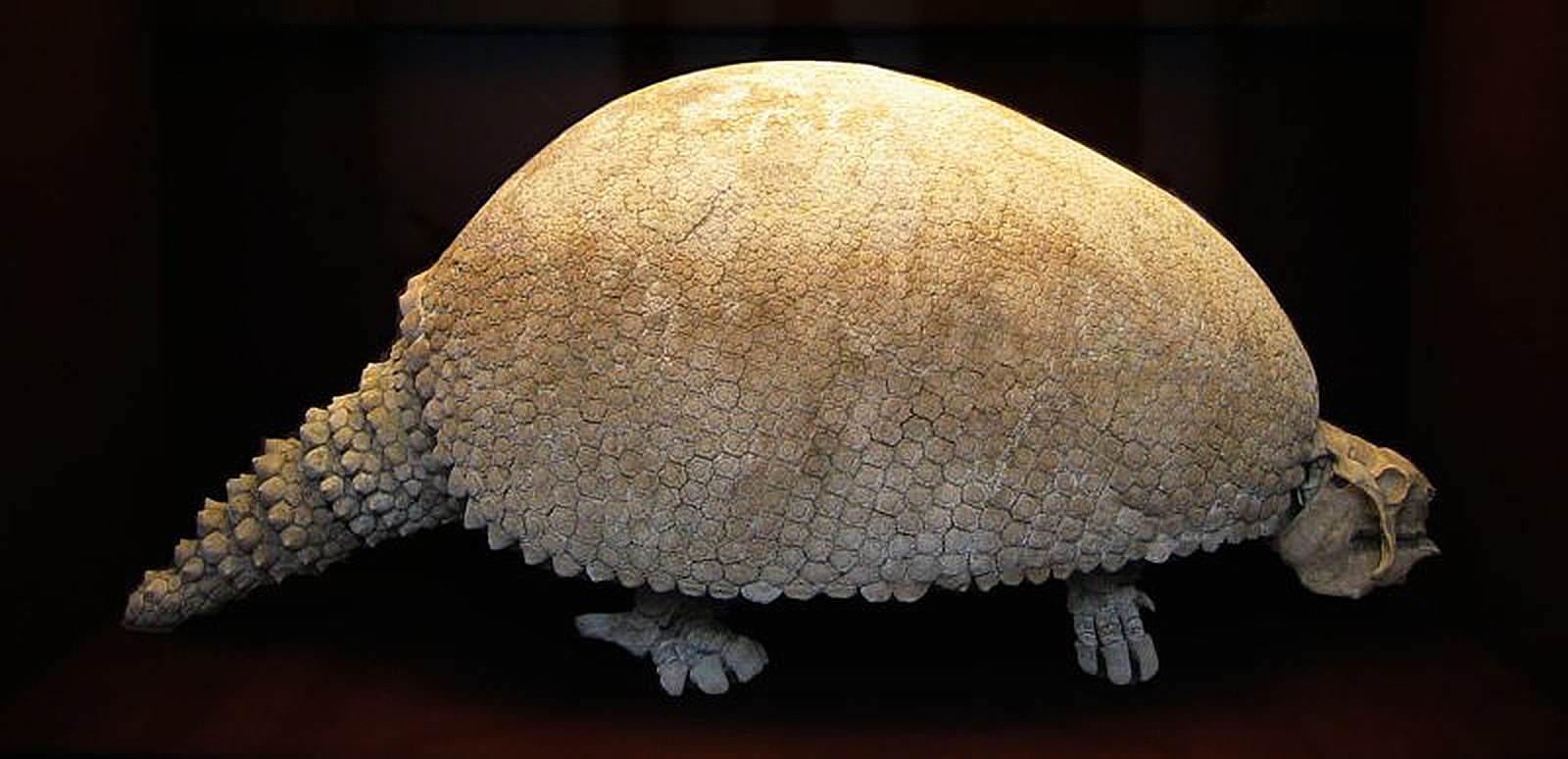
Glyptodon

- Họ Glyptodontidae
  - Chi Doedicurus
  - Chi Glyptodon

to be sorted
- Dasypus bellae
- Eremotherium
- Glossotherium
- Glyptotherium
- Hapalops
- Metacheiromys
- Nothrotheriops
- Nothrotherium
- Peltephilus
- Protamandua

#### Bộ Pholidota
Eocene–Hiện nay
- Họ Epoicotheriidae (tuyệt chủng)
- Họ Escavadodontidae (tuyệt chủng)
- Họ Metacheiromyidae(tuyệt chủng)
- Họ Manidae (còn sinh tồn)
  - Họ thứ Eurotamandua (tuyệt chủng)
  - Họ thứ Maninae (còn sinh tồn)
    - Chi Eomanis (tuyệt chủng)
    - Chi Necromanis (tuyệt chủng)
    - Chi Patriomanis (tuyệt chủng)

#### Bộ Tubulidentata
Eocene?–Hiện nay
- - Chi Leptorycteropus
  - Chi Myorycteropus
  - Chi Orycteropus

#### Bộ Bibymalagasia
?-1000 AD
- -     - Plesiorycteropus

#### Bộ Proboscidea
Eocene–Hiện nay
- Họ Moeritheriidae
  - Chi Moeritherium
- (no họ)
  - Chi Phiomia
- Họ Deinotheriidae
  - Chi Deinotherium
- Họ Mammutidae
  - Chi Mammut

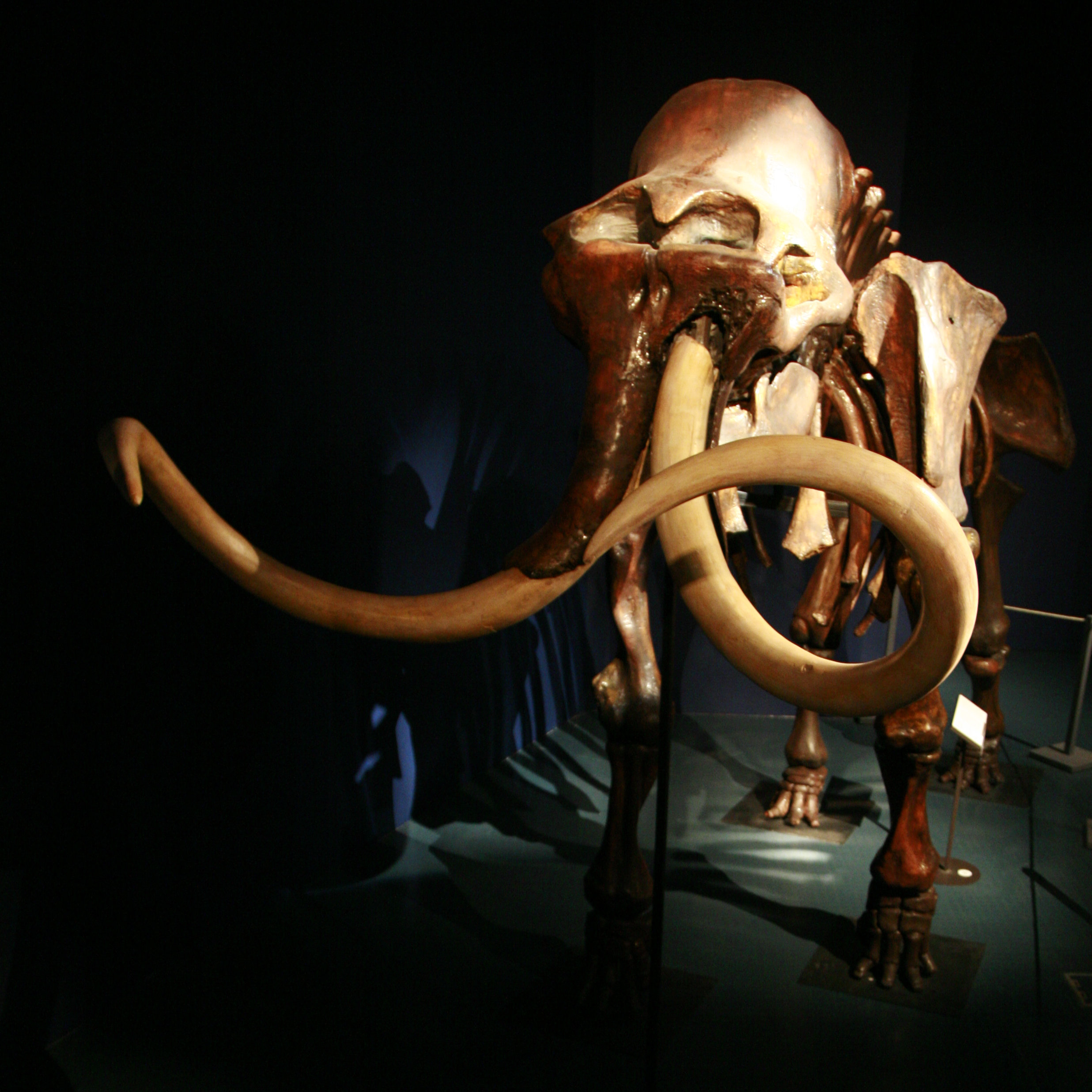
Woolly Mammoth

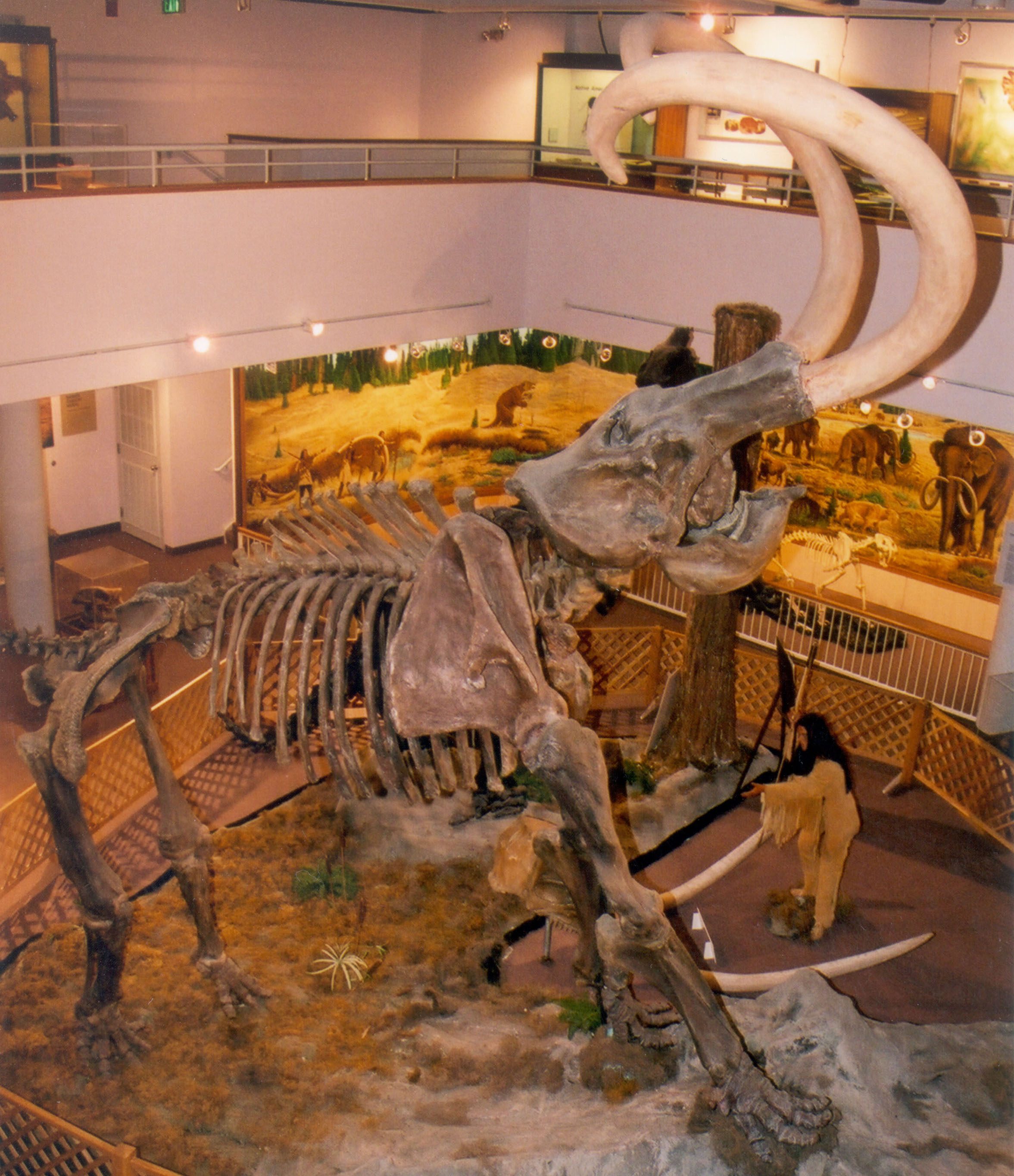
Columbian Mammoth

    - American mastodon (Mammut americanum)
    - Borson's mastodon (Mammut borsoni)
- Họ Amebelodontidae
  - Chi Amebelodon
  - Chi Platybelodon
- Họ Gomphotheriidae
  - Chi Gomphotherium
  - Chi Cuvieronius
  - Chi Anancus
- Họ Elephantidae
- Chi Stegotetrabelodon
  - Chi Stegodon
    - Stegodon sompoensis
    - Stegodon aurorae
    - Stegodon ganesha
    - Stegodon orientalis
    - Stegodon shinshuensis
    - Stegodon trigonocephalus
    - Stegodon sondaari
    - Stegodon florensis

  - Chi Elephas
    - Elephas antiquus
    - Elephas falconeri
    - Phân chi Palaeoloxodon

  - Chi Mammuthus
    - Columbian Mammoth (Mammuthus columbi)
    - Pygmy Mammoth (Mammuthus exilis)
    - Imperial Mammoth (Mammuthus imperator)
    - Jeffersonian Mammoth (Mammuthus jeffersonii)
    - Sardinian Mammoth (Mammuthus lamarmorae)
    - Mammuthus meridionalis
    - Woolly Mammoth (Mammuthus primigenius)
    - Mammuthus trogontherii

See also:
- Dwarf elephants

#### Bộ Hyracoidea
Oligocene–Hiện nay
- Chi Titanohyrax
- Chi Kvabebihyrax

#### Bộ Desmostylia

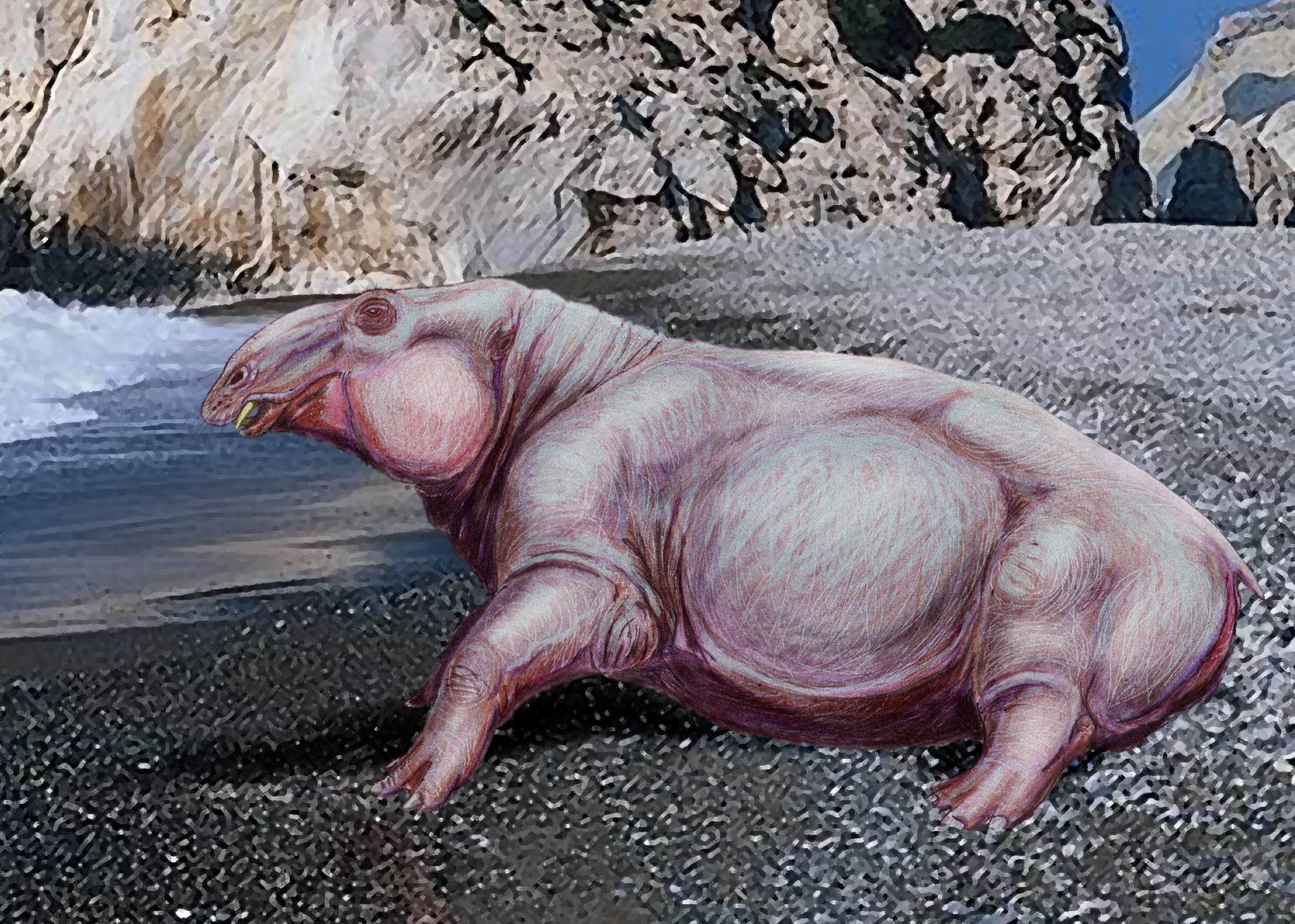
Desmostylus

Miocene–Pliocene
- Họ Desmostylidae
  - Chi Desmostylus
- Họ Paleoparadoxiidae
  - Chi Paleoparadoxia
  - Chi Ashoroa
  - Chi Behemotops

#### Bộ Sirenia
Eocene–Hiện nay
- Họ Prorastomidae
  - Chi Prorastomus
  - Chi Pezosiren
- Họ Protosirenidae
  - Chi Protosiren
- Họ Dugongidae
  - Chi Rytiodus
  - Steller's Sea Cow (Hydrodamalis gigas)
- Họ Trichechidae
  - Chi Miosiren

to be sorted
- Sirenotherium

#### Bộ Cetacea
Eocene–Hiện nay

##### Phân bộ Archaeoceti
- Họ Pakicetidae
  - Chi Pakicetus
    - Pakicetus inachus

  - Chi Gandakasia
  - Chi Nalacetus
  - Chi Ichthyolestes
- Họ Ambulocetidae
  - Chi Ambulocetus
  - Chi Himalayacetus
- Họ Remingtonocetidae
  - Chi Kutchicetus
- Họ Protocetidae
  - Chi Rodhocetus (??? Ma)
    - Rhodocetus kasrani
    - Rodhocetus balochistanensis

  - Chi Protocetus
- Họ Dorudontidae
  - Chi Dorudon (40–36 Ma)
    - Dorudon atrox

  - Chi Zygorhiza
- Họ Basilosauridae
  - Chi Basilosaurus (40–37 Ma)
    - Basilosaurus cetoides
    - Basilosaurus hussaini
    - Basilosaurus isis

##### Phân bộ Mysticeti
- Họ Mammalodontidae
  - Chi Mammalodon
- Họ Cetotheriidae
  - Chi Cetotherium
  - Chi Piscobalaena
- Họ Janjucetidae
  - Chi Janjucetus

to be sorted
- Chi Eobalaenoptera
  - Eobalaenoptera harrisoni

##### Phân bộ Odontoceti
- Họ Squalodontidae
  - Chi Prosqualodon
  - Chi Squalodon Shark Tooth dolphin
- Họ Eurhinodelphidae
  - Chi Eurhinodelphis
- Họ Kentriodontidae
  - Chi Kentriodon
- Họ Rhabdosteidae
  - Chi Rhabdosteus
- Họ Odobenocetopsidae
  - Chi Odobenocetops

#### Bộ Perissodactyla
Eocene–Hiện nay

##### Phân bộ Hippomorpha
- Liên họ Brontotheroidea
  - Họ Brontotheriidae
    -       - Chi Pakotitanops
      - Chi Nanotitanops

    - Họ thứ Lambdotheriinae
      - Chi Lambdotherium
      - Chi Xenicohippus

    - Họ thứ Palaeosyopinae
      - Chi Palaeosyops
      - Chi Mulkrajanops

    - Họ thứ Dolichorhininae
      - Chi Metarhinus
      - Chi Sphenocoelus
      - Chi Mesatirhinus

    - Họ thứ Brontotheriinae
      - Chi Duchesneodus
      - Chi Brontotherium
      - Chi Megacerops

    - Họ thứ Embolotheriinae
      - Chi Titanodectes
      - Chi Embolotherium
      - Chi Protembolotherium

    - Họ thứ Brontopinae
      - Chi Brachydiastematherium
      - Chi Pachytitan
      - Chi Dianotitan
      - Chi Gnathotitan
      - Chi Microtitan
      - Chi Epimanteoceras
      - Chi Protitan
      - Chi Rhinotitan
      - Chi Metatitan
      - Chi Dolichorhinus
      - Chi Protitanotherium
      - Chi Parabrontops
      - Chi Oreinotherium
      - Chi Brontops
      - Chi Protitanops
      - Chi Pygmaetitan

    - Họ thứ Telmatheriinae
      - Chi Acrotitan
      - Chi Desmatotitan
      - Chi Arctotitan
      - Chi Hyotitan
      - Chi Sthenodectes
      - Chi Telmatherium
      - Chi Sivatitanops

    - Họ thứ Menodontinae
      - Chi Diplacodon
      - Chi Eotitanotherium
      - Chi Notiotitanops
      - Chi Menodus
      - Chi Ateleodon
- Liên họ Pachynolophoidea
  - Họ Pachynolophidae
- Liên họ Equoidea
  - Họ Palaeotheriidae
    - Chi Hyracotherium
    - Chi Propalaeotherium
    - Chi Palaeotherium

  - Họ Equidae
    - Chi Miohippus
    - Chi Orohippus
    - Chi Mesohippus
    - Họ thứ Anchitheriinae
      - Chi Sinohippus
      - Chi Megahippus
      - Chi Anchitherium

    - Họ thứ Equinae
      - Chi Archaeohippus
      - Chi Cormohipparion
      - Chi Eurygnathohippus
      - Chi Hipparion
      - Chi Hippidion
      - Chi Hippotherium
      - Chi Merychippus
      - Chi Parahippus
      - Chi Pliohippus
      - Chi Scaphohippus

##### Phân bộ Ceratomorpha
- Liên họ Rhinocerotoidea
  - Họ Amynodontidae (Hippo-rhinos)
    - Họ thứ Amynodontinae
    - Họ thứ Metamynodontinae
      - Chi Metamynodon

  - Họ Hyracodontidae (Giant rhinos)
    - Họ thứ Indricotheriinae
      - Chi Forstercooperia
      - Chi Juxia
      - Chi Benaratherium?
      - Chi Urtinotherium
      - Chi Indricotherium
        - Baluchitherium (Indricotherium transouralicum)

      - Chi Paraceratherium
        - Paraceratherium bugtiense

    - Họ thứ Allaceropinae
    - Họ thứ Hyracodontinae
      - Chi Hyracodon

  - Họ Rhinocerotidae (Rhinos)
    - Chi Teleoceras
    - Chi Trigonias
    - Họ thứ Rhinocerotinae
      - Chi Coelodonta
        - Woolly Rhinoceros (Coelodonta antiquitatis)

      - Chi Dicerorhinus (Sumatran Rhinoceros)
        - Dicerorhinus leakeyi

    - Họ thứ Elasmotheriinae
      - Chi Sinotherium
      - Chi Iranotherium
      - Chi Menoceras
      - Chi Elasmotherium
        - Elasmotherium caucasicum
        - Giant Rhinoceros (Elasmotherium sibiricum)
- Liên họ Tapiroidea
  - Chi Hyrachyus
  - Họ Helaletidae
    - Chi Lophiodon

  - Họ Tapiridae
    - Miotapirus
- Liên họ Chalicotheroidea
  - Họ Lophiodontidae
    - Chi Lophiodon
    - Chi Lophiaspis

  - Họ Chalicotheriidae
    - Họ thứ Chalicotheriinae
      - Chi Chalicotherium
      - Chi Anisodon
      - Chi Nestoritherium

    - Họ thứ Schizotheriinae
      - Chi Ancylotherium
      - Chi Borissiakia
      - Chi Chemositia
      - Chi Kalimantsia
      - Chi Limognitherium
      - Chi Moropus
      - Chi Tylocephalonyx

#### Bộ Artiodactyla
Eocene–Hiện nay

##### Phân bộ Suina
- Họ Dichobunidae
  - Chi Messelobunodon
  - Chi Diacodexis
- Họ Entelodontidae (Entelodonts)
  - Chi Archaeotherium
  - Chi Brachyhyops
  - Chi Paraentelodon
  - Chi Cypretherium
  - Chi Daeodon
  - Chi Eoentelodon
  - Chi Entelodon
  - Chi Dinohyus
- Họ Suidae (Pigs)
  - Chi Metridiochoerus
  - Chi Kubanochoerus
  - Chi Kolpochoerus
  - Chi Nyanzachoerus
  - Chi Notochoerus
- Họ Tayassuidae (Peccaries)
  - Chi Platygonus
  - Chi Mylohyus
- Họ Oreodontidae (Oreodonts)
  - Chi Promerycochoerus
  - Chi Merycoidodon
  - Chi Brachycrus
  - Chi Leptauchenia
  - Chi Sespia
  - Chi Mesoreodon
  - Chi Miniochoerus
  - Chi Eporeodon
- Họ Cainotheriidae
  - Chi Cainotherium
- Họ Raoellidae
  - Chi Indohyus
- Họ Hippopotamidae (Hippopotamii)
  - Chi Archaeopotamus
  - Chi Hippopotamus
    - Hippopotamus gorgops
    - European Hippopotamus (Hippopotamus antiquus)
    - Madagascan Hippo (Hippopotamus madagascariensis)
    - Madagascan Dwarf Hippo (Hippopotamus lemerlei)
    - Cretan Dwarf Hippopotamus (Hippopotamus creutzburgi)
    - Maltese Hippopotamus (Hippopotamus melitensis)
    - Sicilian Hippopotamus (Hippopotamus pentlandi)

  - Chi Hexaprotodon
    - Hexaprotodon harvardi
    - Madagascan Pygmy Hippo (Hexaprotodon madagascariensis)

  - Chi Phanourios
    - Cyprus Dwarf Hippopotamus (Phanourios minutus)

  - Chi Kenyapotamus
- Họ Anthracotheriidae
  - Chi Elomeryx
  - Chi Bothriogenys
  - Chi Bothriodon
  - Chi Anthracotherium
  - Chi Libycosaurus
  - Chi Merycopotamus

##### Phân bộ Tylopoda
- Họ Camelidae (Camels)
  - Chi Aepycamelus (Miocene)

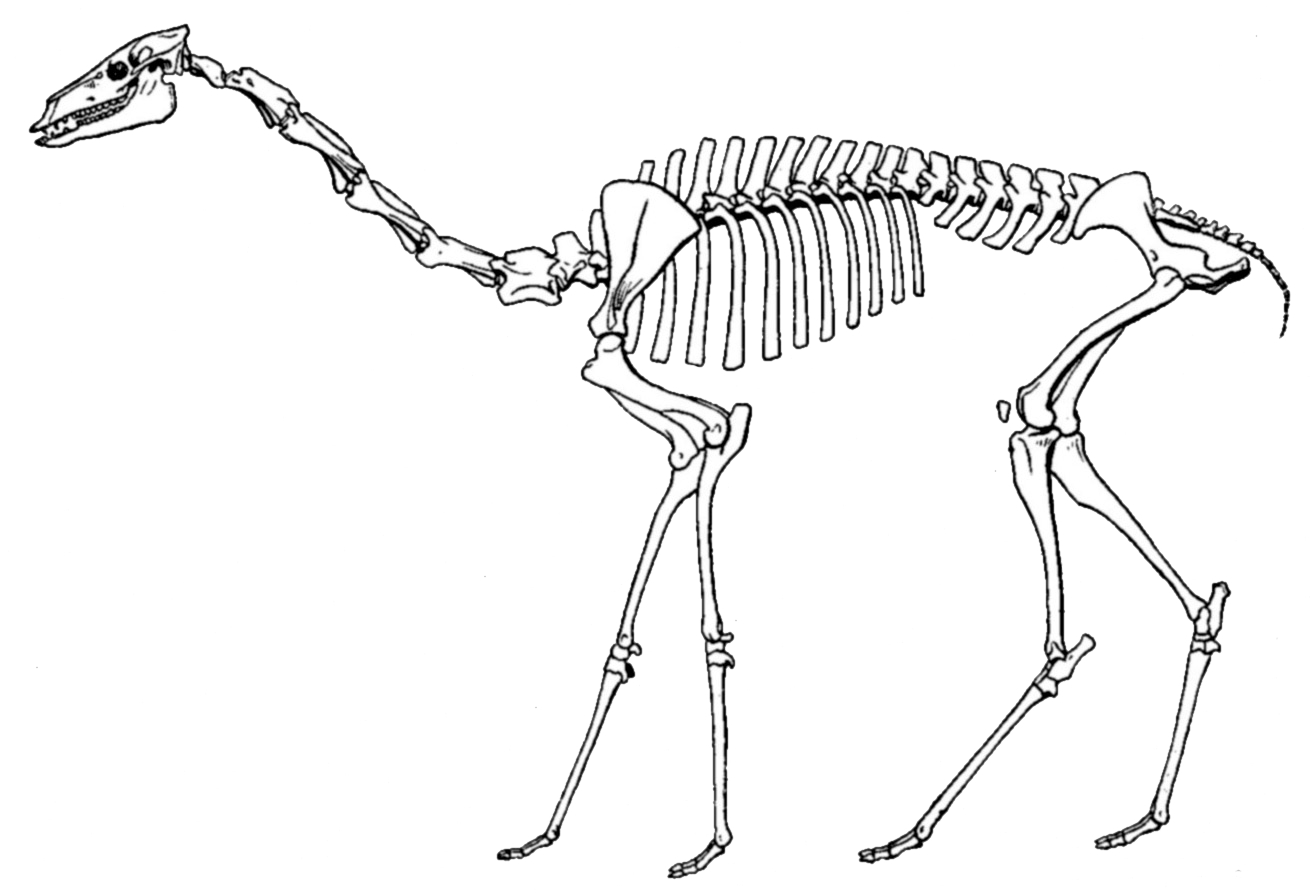
Oxydactylus

  - Chi Camelops (Pliocene – Pleistocene)
  - Chi Camelus
    - Camelus gigas
    - Camelus hesternus
    - Camelus moreli
    - Camelus sivalensis

  - Chi Oxydactylus
  - Chi Poebrotherium
  - Chi Procamelus (Miocene)
  - Chi Stenomylus
  - Chi Titanotylopus (Miocene – Pleistocene)
- Họ Oromerycidae
  - Chi Protylopus

##### Phân bộ Ruminantia
- Họ Protoceratidae
  - Chi Protoceras
  - Chi Syndyoceras
  - Chi Synthetoceras
  - Chi Kyptoceras
  - Chi Pseudoprotoceras
- Họ Climacoceratidae
  - Chi Climacoceras
  - Chi Prolibytherium
    - Prolibytherium magnieri (Miocene)

  - Chi Orangemeryx
- Họ Tragulidae (Chevrotains)
  - Chi Dorcatherium
  - Chi Dorcabune
  - Chi Siamotragulus
  - Chi Yunnanotherium
- Họ Giraffidae (Giraffes)
  - Chi Eumeryx (Oligocene)
  - Chi Palaeotragus
    - Palaeotragus primaevus (Miocene)
    - Palaeotragus germaini (Miocene)

  - Chi Amotherium
    - Amotherium africanum (Miocene)

  - Chi Samotherium (Miocene–Pliocene)
    - Samotherium boissieri (Pliocene)

  - Chi Sivatherium
    - Sivatherium giganteum (Pleistocene)
    - Sivatherium maurusium (Pleistocene)

  - Chi Bohlinia (Miocene)
    - Bohlinia attica (synonym: Giraffa attica)

  - Chi Bramatherium
  - Chi Giraffokeryx
  - Chi Helladotherium
  - Chi Honanotherium
  - Chi Libytherium
  - Chi Mitilanotherium
  - Chi Shansitherium
  - Chi Okapia (Okapis)
    - Okapia stillei (Pleistocene)

  - Chi Giraffa (Giraffes)
    - Giraffa punjabiensis (Pliocene)
    - Giraffa priscilla (Pliocene)
    - Giraffa jumae (Pleistocene)
    - Giraffa gracilis (Pleistocene)
    - Giraffa sivalensis (Pleistocene)
- Họ Leptomericidae
  - Chi Leptomeryx
- Họ Archaeomerycidae
  - Chi Archaeomeryx
- Họ Palaeomerycidae
  - Chi Ampelomeryx
  - Chi Cranioceras
  - Chi Pediomeryx
  - Chi Triceromeryx
- Họ Hoplitomerycidae
  - Chi Hoplitomeryx
- Họ Moschidae (Musk deers)
  - Chi Blastomeryx
  - Chi Longirostromeryx
- Họ Cervidae (Deer)
  - Họ thứ Muntiacinae (Muntjacs)
    - Chi Dicrocerus
    - Chi Heteroprox

  - Họ thứ Cervinae
    - Chi Candiacervus
      - Candiacervus ropalophorus
      - Candiacervus major
      - Candiacervus pygadiensìs
      - Candiacervus cretensis

    - Chi Megaloceros
      - Irish Elk (Megaloceros giganteus) (died ~5700 BC)

    - Chi Eucladoceros
    - Chi Sinomegaceros

  - Họ thứ Capreolinae
    - Chi Navahoceros
      - American Mountain Deer Navahoceros fricki

    - Chi Libralces
    - Chi Odocoileus
      - Odocoileus lucasi

    - Chi Cervalces
      - Stag-moose Cervalces scotti
- Họ Antilocapridae (Pronghorns)
  - Chi Capromeryx
    - Capromeryx minor

  - Chi Hayoceros
  - Chi Ilingoceros
  - Chi Cosoryx
  - Chi Meryceros
  - Chi Merycodus
  - Chi Paracosoryx
  - Chi Ramoceros
  - Chi Submeryceros
  - Chi Proantilocapra
  - Chi Osbornoceros
  - Chi Ottoceros
  - Chi Plioceros
  - Chi Sphenophalos
  - Chi Ceratomeryx
  - Chi Hexameryx
  - Chi Hexobelomeryx
  - Chi Stockoceros
  - Chi Tetrameryx
  - Chi Texoceros
  - Chi Antilocapra
    - Antilocapra maquinensis
- Họ Bovidae (Bovids)
  - Họ thứ Bovinae
    - Chi Bos
      - Bos acutifrons
      - Bos planifrons
      - Aurochs (Bos primigenius) (died 1627)

    - Chi Bison
      - Ancient Bison (Bison antiquus)
      - Steppe Wisent (Bison priscus) (died Late Pleistocene)
      - Giant Bison (Bison latifrons)
      - Bison occidentalis

    - Chi Bubalus
      - Bubalus cebuensis

    - Chi Pelorovis
    - Chi Eotragus
    - Chi Kipsigicerus
    - Chi Leptobos

  - Họ thứ Alcelaphinae
    - Chi Megalotragus
    - Chi Parmularius

  - Họ thứ Antilopinae
    - Chi Gazella
      - Gazella psolea
      - Gazella borbonica
      - Gazella deperdita
      - Gazella gaudryi
      - Gazella triquetrucornis

  - Họ thứ Caprinae
    - Chi Myotragus
      - Cave goat Myotragus balearicus

    - Chi Bootherium
      - Harlan's muskox Bootherium bombifrons

    - Chi Euceratherium
      - Shrub-ox Euceratherium collinum

    - Chi Oioceros